# Theodore Fabricius
Pour les articles homonymes, voir Fabricius.
Theodore Fabricius (1501 à Anholt-sur-l'Yssel (comté de Zutphen) - 1559), théologien

## Biographie
Il est l'un des premiers partisans de la Réforme et a été disciple de Martin Luther et de Philippe Melanchthon. Chassé de Cologne pour ses opinions, il devient en 1544 premier pasteur de l'église réformée de St-Nicolas de Zerbst. Il se fait une grande réputation pour ses connaissances en hébreu. 
On lui doit les ouvrages suivants : 
- Institutiones grammaticæ in linguam sanctam, Cologne, 1528
- Articuli pro evangelica doctrina
- Tabulæ denominibus et verbis Hebræorum, Bâle, 1545, etc.